# Scopula anaitisaria
Scopula anaitisaria là một loài bướm đêm trong họ Geometridae.